# 商城县各级文物保护单位列表
以下为河南省信阳市商城县的各级文物保护单位:

## 河南省文物保护单位
| 编号 | 名称             | 分类 | 时代   | 地址   | 图片 |
| ---- | ---------------- | ---- | ------ | ------ | ---- |
| 2-13 | 赤城县苏维埃旧址 |      | 1932年 | 商城县 |      |

- 息影塔（2-73）
- 崇福塔（2-74）
- 忠烈祠（3-31）
- 红军洞（4-21）
- 鄂豫区党政军机关旧址（4-23）
- 峡口抗日忠烈墓（5-32）
- 南关街民居（5-148）
- 商城县第四区苏维埃政府旧址（7-43）
- 董大畈村传统民居（7-190）
- 何老湾村传统民居（7-191）